# Герман Буль
Герман Буль (нім. Hermann Buhl; 21 вересня 1924, Інсбрук — 27 червня 1957) — видатний австрійський альпініст. Родоначальник альпійського стилю сходжень у Гімалаях

## Найбільш відомі сходження
- Першосходження на Нангапарбат (8126) в 1953 році соло-сходження (наодинці), без кисню[5].
- Першосходження на Броуд-пік (8051) в 1957 році. На той момент він був єдиним альпіністом, що зійшов на два восьмитисячники.
- Понад 100 сходжень вищої категорії складності в Східних та Західних Альпах, багато з них соло і в зимових умовах[6].

Кількома днями пізніше після успішного сходження на Броуд-пік, при спробі сходження на вершину Чоголіза (Chogolisa), недалеко від вершини під ним обвалився сніжний карниз і він розбився. Курт Дімбергер так згадував ці трагічні події: "Це було жахливо, тому що абсолютно раптово мій друг зник … Мені не вірилося що щось подібне може статися з Германом Булем … Він тільки недавно піднявся на Нанга Парбат соло … Спуск з Чоголізи був дуже і дуже важким …

## Герман Буль про альпінізм
«Альпінізм — це безперервна гонка. Людина робить все нові і нові сходження, хоча ніколи не досягне остаточної мети. Можливо саме це надає альпінізму якусь особливу принадність. Людина постійно шукає чогось, що ніколи не буде знайдено» — Герман Буль. 

## Ресурси Інтернету
- Герман Буль на Піц Баділі [Архівовано 22 вересня 2012 у Wayback Machine.]
- Члени команди Австрійської OEAV Каракорумської експедиції 1957 [Архівовано 17 червня 2013 у Wayback Machine.]
- Герман Буль. Сторінки біографії і багато фото, нім. мовою [Архівовано 2 січня 2013 у Wayback Machine.]